# بوکودری
بوکودری (به فرانسوی: Beaucoudray) یک کمون (فرانسه) در فرانسه است که در canton of Tessy-sur-Vire واقع شده‌است. بوکودری ۴٫۷۰ کیلومتر مربع مساحت دارد ۱۷۰ متر بالاتر از سطح دریا واقع شده‌است.